# L'Hiver des crêtes
 (juillet 2023).
Si vous disposez d'ouvrages ou d'articles de référence ou si vous connaissez des sites web de qualité traitant du thème abordé ici, merci de compléter l'article en donnant les références utiles à sa vérifiabilité et en les liant à la section « Notes et références ».
Albums de Ludwig von 88
20 chansons optimistes pour en finir avec le futur
(2019) Le Printemps du pogo
(2023)
L'Hiver des crêtes est le neuvième album studio du groupe de punk rock français Ludwig von 88. Il sort en avril 2023, dans le cadre du quarantième anniversaire du groupe (« Quarante ans de punk approximatif »). À cette occasion, le groupe publie un titre par semaine chaque vendredi. Cet album regroupe les publications de janvier à mars 2023 (saison 1) avec un titre inédit en bonus pour l'édition vinyleet le coffret CD.

## Liste des pistes
1. À poil
2. Gilbert contre l'univers
3. Monte le son
4. De rouille et de diamant
5. Balek
6. Punks des cavernes [exclusivité édition vinyle et coffret CD]
7. Terreplate
8. L'amour est un crapaud qui pue
9. Chuck Norris dans la prairie
10. Derrick à mes basques
11. Cthulhu !
12. Je sens que ça me gonfle
13. Les Beatles du cosmos
14. Métal noir